# Relações entre Filipinas e Malásia
As relações entre Filipinas e Malásia  referem-se às relações externas entre a Malásia e as Filipinas. As Filipinas têm uma embaixada em Kuala Lumpur e a Malásia tem uma embaixada em Manila e um consulado geral em Davao. Os povos dos dois países vizinhos têm uma longa história de relações culturais e políticas.
Ambos são membros fundadores da ASEAN, são países de origem malaio-polinésias, e são importantes parceiros comerciais. Também participam de medidas conjuntas de conservação e segurança no Mar de Sulu, que está situado entre os dois países.
A Malásia tem ajudado em esforços de manutenção da paz em Mindanao, embora no passado veio a ser o principal contribuinte de fundos de armas e treinamento para os rebeldes moro após a tentativa do presidente Ferdinand Marcos de retomar Sabah oriental sob a reivindicação do Sultanato de Sulu por forças através da "Operação Merdeka".  Após a prisão de Nur Misuari em 2001, o primeiro-ministro da Malásia Mahathir bin Mohamad afirmou em um comunicado que não financiam as insurgências apesar de conflitos contínuos até o presente.  Ambos os países estão atualmente envolvidos nas disputas em curso sobre a posse das ilhas Spratly e partes de Sabah.

## História
Em 1959, logo após a Federação Malaia, o Estado predecessor da Malásia, tornou-se independente, as Filipinas estabeleceram uma legação em Kuala Lumpur. Ambos os países são membros atuais da Associação de Nações do Sudeste Asiático e da União Asiática. Em 1961, a legação filipina foi elevada a uma embaixada. No mesmo ano, o então presidente das Filipinas, Carlos P. Garcia, fez uma visita de Estado à Malásia, onde discutiu a formação de uma Associação das Nações do Sudeste Asiático (ASEAN) com o então primeiro-ministro malaio, Tunku Abdul Rahman. A ASEAN foi fundada em 8 de agosto de 1967 por cinco Estados do Sudeste Asiático, incluindo a Malásia e as Filipinas.
Juntamente com a Indonésia, os dois países também foram membros da Maphilindo, uma união não política de curta duração, formada durante uma cimeira em Manila, de 31 de julho a 5 de agosto de 1963. A organização foi desmantelada após um mês, em parte devido à política indonésia de Konfrontasi com a Malásia. Os dois países cooperam estreitamente em muitas áreas.